# Nationalliga A (Schach) 2002
In der Saison 2002 der Schweizer Nationalliga A im Schach fiel die Entscheidung um den Titel erst in der letzten Runde. Die bis dato punktgleichen Mannschaften der SG Zürich und des Titelverteidigers SG Biel trafen aufeinander, bei einem Unentschieden hätte der Aufsteiger Sorab Basel beide Rivalen überholt und wäre seinerseits Meister geworden. Dazu sollte es allerdings nicht kommen, da sich Zürich gegen Biel durchsetzte.
Aus der Nationalliga B war neben Basel der SK St. Gallen aufgestiegen, der zusammen mit dem SK Mendrisio direkt wieder abstieg. Zu den gemeldeten Mannschaftskadern der teilnehmenden Vereine siehe Mannschaftskader der Schweizer Nationalliga A im Schach 2002.

## Abschlusstabelle
| Pl. | Verein                     | Sp | G | U | V | MP   | Brett-P.  |
| --- | -------------------------- | -- | - | - | - | ---- | --------- |
| 01. | SG Zürich                  | 9  | 7 | 2 | 0 | 16:2 | 44,0:28,0 |
| 02. | Sorab Basel (N)            | 9  | 7 | 1 | 1 | 15:3 | 44,0:28,0 |
| 03. | SG Biel (M)                | 9  | 6 | 2 | 1 | 14:4 | 42,5:29,5 |
| 04. | Schachfreunde Reichenstein | 9  | 5 | 2 | 2 | 12:6 | 41,5:30,5 |
| 05. | SG Winterthur              | 9  | 3 | 2 | 4 | 8:10 | 36,5:35,5 |
| 06. | SV Wollishofen             | 9  | 2 | 3 | 4 | 7:11 | 31,5:40,5 |
| 07. | Schachklub Luzern          | 9  | 2 | 1 | 6 | 5:13 | 32,5:39,5 |
| 08. | SK Bern                    | 9  | 1 | 3 | 5 | 5:13 | 32,5:39,5 |
| 09. | SK Mendrisio               | 9  | 1 | 3 | 5 | 5:13 | 31,0:41,0 |
| 10. | SK St. Gallen (N)          | 9  | 1 | 1 | 7 | 3:15 | 24,0:48,0 |

Anmerkung: Luzern ist durch den Sieg im direkten Vergleich vor Bern platziert.

## Entscheidungen
|     | Schweizer Meister: SG Zürich                                 |
|     | Absteiger in die Nationalliga B: SK Mendrisio, SK St. Gallen |
| (M) | Meister der letzten Saison                                   |
| (N) | Aufsteiger der letzten Saison                                |

## Kreuztabelle
| Ergebnisse | Ergebnisse                 | 01. | 02. | 03. | 04. | 05. | 06. | 07. | 08. | 09. | 10. |
| ---------- | -------------------------- | --- | --- | --- | --- | --- | --- | --- | --- | --- | --- |
| 01.        | SG Zürich                  |     | 4   | 4½  | 4   | 4½  | 7½  | 4½  | 4½  | 4½  | 6   |
| 02.        | Sorab Basel                | 4   |     | 3½  | 5   | 5   | 5   | 4½  | 5½  | 5½  | 6   |
| 03.        | SG Biel                    | 3½  | 4½  |     | 4½  | 5½  | 4½  | 6½  | 4   | 4   | 5½  |
| 04.        | Schachfreunde Reichenstein | 4   | 3   | 3½  |     | 5   | 4   | 5   | 5½  | 5½  | 6   |
| 05.        | SG Winterthur              | 3½  | 3   | 2½  | 3   |     | 5½  | 4   | 4   | 5½  | 5½  |
| 06.        | SV Wollishofen             | ½   | 3   | 3½  | 4   | 2½  |     | 5   | 5   | 4   | 4   |
| 07.        | Schachklub Luzern          | 3½  | 3½  | 1½  | 3   | 4   | 3   |     | 4½  | 3½  | 6   |
| 08.        | SK Bern                    | 3½  | 2½  | 4   | 2½  | 4   | 3   | 3½  |     | 4   | 5½  |
| 09.        | SK Mendrisio               | 3½  | 2½  | 4   | 2½  | 2½  | 4   | 4½  | 4   |     | 3½  |
| 10.        | SK St. Gallen              | 2   | 2   | 2½  | 2   | 2½  | 4   | 2   | 2½  | 4½  |     |

## Aufstiegsspiele zur Nationalliga A
Für die Aufstiegsspiele qualifiziert hatten sich aus der Nationalliga B Ost der Sieger SG Riehen und der Zweitplatzierte Lugano CS, aus der Nationalliga B West der Sieger Joueur Lausanne und der Zweite Rössli Reinach. Die Aufstiegsspiele zwischen Riehen und Reinach sowie zwischen Lausanne und Lugano fanden bei den Staffelsiegern statt. In beiden Wettkämpfen konnten sich die Vertreter der Oststaffel, die damit in die Nationalliga A aufstiegen, knapp durchsetzen. Riehen siegte mit 4½:3½, Lugano behielt nach einem 4:4 dank der besseren Berliner Wertung (23:13) die Oberhand.
| SG Riehen                | Rössli Reinach   | Ergebnis |
| ------------------------ | ---------------- | -------- |
| Ivan Nemet               | Georg Danner     | 1:0      |
| Jörg Hickl               | Stefan Mohr      | ½:½      |
| Georg Siegel             | József Pintér    | 0:1      |
| Anton Allemann           | Bela Toth        | ½:½      |
| Christof Herbrechtsmeier | Guntram Gärtner  | 0:1      |
| Matthias Rüfenacht       | Martin Preiss    | 1:0      |
| Niklaus Giertz           | Afrim Fejzullahu | 1:0      |
| Hans-Joachim Gierth      | Ralph Buss       | ½:½      |

| Joueur Lausanne     | Lugano CS         | Ergebnis |
| ------------------- | ----------------- | -------- |
| Wolodymyr Tukmakow  | Roland Ekström    | 0:1      |
| Emmanuel Preissmann | Fabio Bellini     | 0:1      |
| Petri Lehtivaara    | Alexander Raetsky | 0:1      |
| Charles Lamoureux   | Federico Rosin    | 1:0      |
| Denis Bucher        | Alain Dell’Agosti | 1:0      |
| Andreas Huss        | Claudio Boschetti | 1:0      |
| Jean-Robert Vesin   | Roberto Messa     | 0:1      |
| David Burnier       | Antonio Lepori    | 1:0      |

## Die Meistermannschaft
| 1.            | SG Zürich |
| Schachfiguren | Werner Hug, Viktor Kortschnoi, Jörg Grünenwald, Florian Jenni, Valery Atlas, Lucas Brunner, Marcel Hug, Lothar Vogt, Filip Daniel Goldstern, Norbert Friedrich, Christian Gabriel. |